# Walckenaeria turbulenta
Walckenaeria turbulenta là một loài nhện trong họ Linyphiidae.
Loài này thuộc chi Walckenaeria. Walckenaeria turbulenta được Robert Bosmans miêu tả năm 1993.